# TeamFourStar
Team Four Star o TeamFourStar es un canal de YouTube y compañía de producción conocida por su webserie: Dragon Ball Z Abridged, adaptación paródica del icónico anime japonés del mismo nombre.

## Trayectoria

### Dragon Ball Z Abridged
El equipo fue creado en 2008 por los miembros: Scott "KaiserNeko" Frerichs, Nick "Lanipator" Landis y Curtis "Takahata" Arnott. Aquel mismo año crearían Dragon Ball Z Abridged, la cual es presentada como "una parodia sin animo de lucro" y que consistía en adaptar la serie original con un redoblaje humorístico. La serie web satirizaba varios aspectos del universo de Dragon Ball como son el sistema de poderes y la conocida escena de "son más de 9.000" entre otros aspectos. Desde su creación, la serie ha ido ganando popularidad, y los episodios han acumulado millones de visitas.
En 2014, el canal apareció en el listado de Google Preferred. Sin embargo, también han tenido que hacer frente a los reclamos del copyright por parte de la compañía Toei Animation (propietaria del anime). Dichas infracciones llevaron al canal a borrar temporalmente los episodios y el cierre del canal durante un breve periodo de tiempo, siendo esta una de las principales razones por las que decidieron dar por finalizado el proyecto.
En 2018, produjeron el episodio sesenta tras un hiato de un año. En TFS anunciaron que trabajarían en la adaptación de la saga de Buu (el último arco de la serie original), sin embargo, dos años después anunciaron que darían por finalizada la serie en la saga de Cell y los Androides al sentirse quemados y por las últimas políticas de YouTube en cuanto al copyright.
La website Kotaku, especializada en videojuegos citó un post de Frerichs en su Patreon:

Muchos programas han ido perdiendo fuelle a medida que sus respectivos creadores han ido extendiendo sus obras más de lo necesario; sentimos que íbamos por ese camino, y es un pensamiento deprimente que nos asusta... No queremos terminar como Los Simpson, Dexter o Scrubs, por citar algunos ejemplos. Y sí, sabemos que aún había trabajo que hacer, pero honestamente no es solo la emoción y la pasión que nos llevó a hacer tres temporadas... Las reclamaciones por los derechos de autor han puesto en riesgo nuestro canal así como nuestros sustentos. Tenemos que mirar por nuestros empleados, amigos y colegas. Y haciendo las cosas correctas podemos crear material original y monetizable que no tenga problemas con el copyright. También hemos pensado en trasladar DBZA a otros sitios, pero aún así no estaría seguro, y peor, podríamos perder la atención del público, lo cual supondría menos visitas y menos apoyo, lo cual significaría el fin de la compañía.

### Cortos derivados
A pesar del fin de Dragon Ball Z Abridged, el equipo continuó trabajando, en esta ocasión con material original como Dragon ShortZ (episodios cortos que tienen lugar tras la saga de Cell y antes de la de Buu) y HFIL: Home For Infinite Losers, la cual es un spin-off de DBZA realizada con animación CGI producida por DevilArtemis. 
El título es una referencia al doblaje en inglés de la primera temporada de la serie canónica donde se cambió la palabra "HELL" (Infierno) por "HFIL" debido a políticas moralistas de la televisión estadounidense.

## Recepción
El grupo ha obtenido críticas positivas tanto de los medios como por parte de los fanes de la franquicia por el trabajo realizado con Dragon Ball Z Abridged. La mayoría puso hincapié en la fidelidad respecto a la obra original y la descripción satírica de los clichés de la misma. Joe Ballard de CBR alabó la parodia por combinar la comedia de los personajes junto con el realismo afirmando que "DBZA reluce con su habilidad para equilibrar el humor con una conciencia y realismo que no aparecía en la serie oficial". Princess Weekes del portal The Mary Sue valoró positivamente la adaptación del guion, la actuación del doblaje y el humor declarando que "[DBZA] te ofrece un curso intensivo de la franquicia en el que se otorga a cada personaje su propia narrativa con un puñado de chistes" y añadió que "es un trabajo hecho con amor, algo que se puede apreciar con cada chiste e interpretación; y el tiempo que lleva hacer las ediciones lo lleva a otro nivel. Es un triunfo de la narrativa que moderniza la serie para el público de hoy en día". Jake Draugelis de ClickOnDetroit comentó que el atractivo de la serie se debe a que "mantiene el espíritu del anime original intacto al mismo tiempo que lo parodian no siendo así como con otros proyectos resumidos que pierden la esencia en detrimento del humor, sin embargo, TFS hizo tal trabajo a la hora de doblar, que mucha gente les han pedido que trabajen para la serie oficial".
Algunos medios consideraron la versión resumida superior a la original en varios aspectos. Nick Valdez de ComicBook declaró: "TFS añadió las capas necesarias que le faltaron al anime original" y elogió la habilidad de estos para que la serie no sea tomada tan en serio como Dragon Ball Z: "mientras los fans son capaces de hallar la diversión en todas las peleas y en las animaciones frenéticas, DBZA renuncia a las pretensiones y se burla de la serie oficial con elementos más salvajes". En un listículo realizado por CBR en el que se comparaba la obra de TFS con el original, Brian Sheridan alegó que la primera superaba a la de Toei Animation en el doblaje, el desarrollo del guion y la comedia.
En diciembre de 2021 el canal de YouTube alcanzó 3,7 millones de suscriptores y 1,6 billones de visitas.